# Palythoa anthoplax
Palythoa anthoplax är en korallart som beskrevs av Ferdinand Albin Pax och Müller 1957. Palythoa anthoplax ingår i släktet Palythoa och familjen Zoanthidae. Inga underarter finns listade i Catalogue of Life.